# 2e escadre de chasse
Pour les articles homonymes, voir 2e escadre.
La 2e escadre de chasse  est une unité de chasse de l'armée de l'air française. Créée en novembre 1945 sur la base aérienne 136 Friedrichshafen, elle a été dissoute le 9 septembre 1994 sur la base aérienne 102 Dijon-Longvic. La 2e escadre est à nouveau formée le 3 septembre 2015 sur la base aérienne 116 Luxeuil-Saint Sauveur.

## Historique

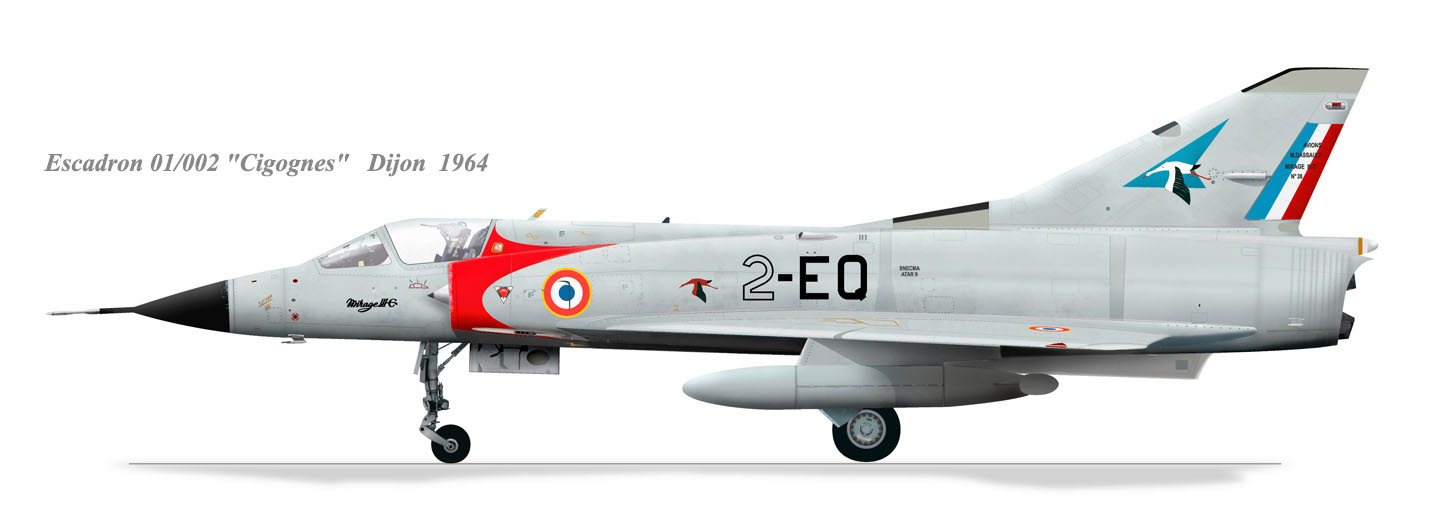
Mirage IIIC du 1/2 Cigognes

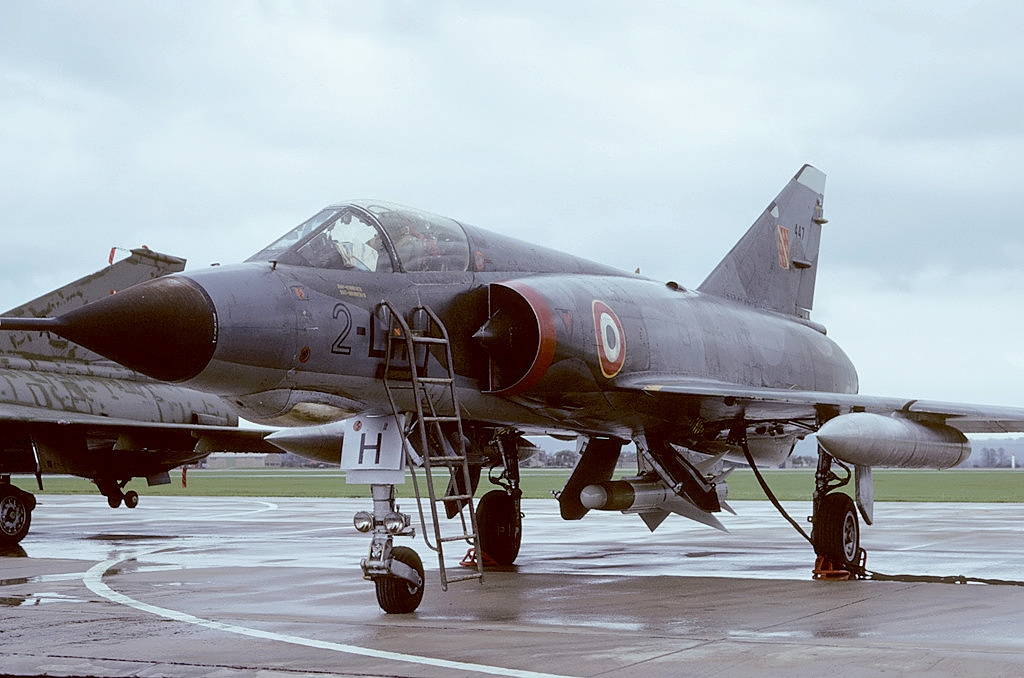
Mirage IIIE du 3/2 Alsace

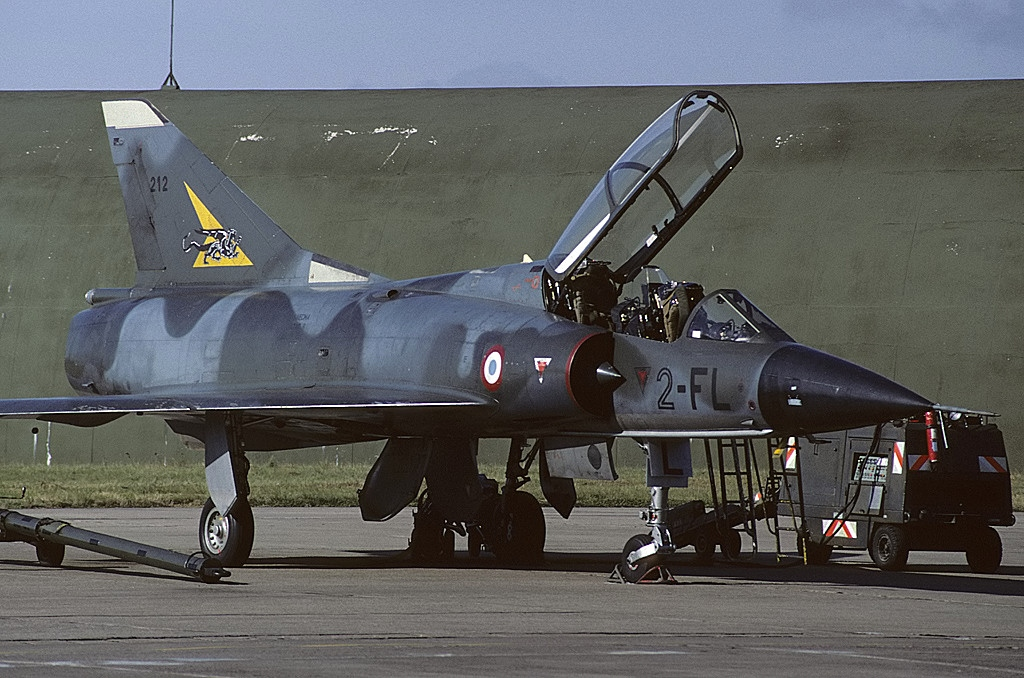
Mirage IIIB aux couleurs du 2/2 Côte d'Or

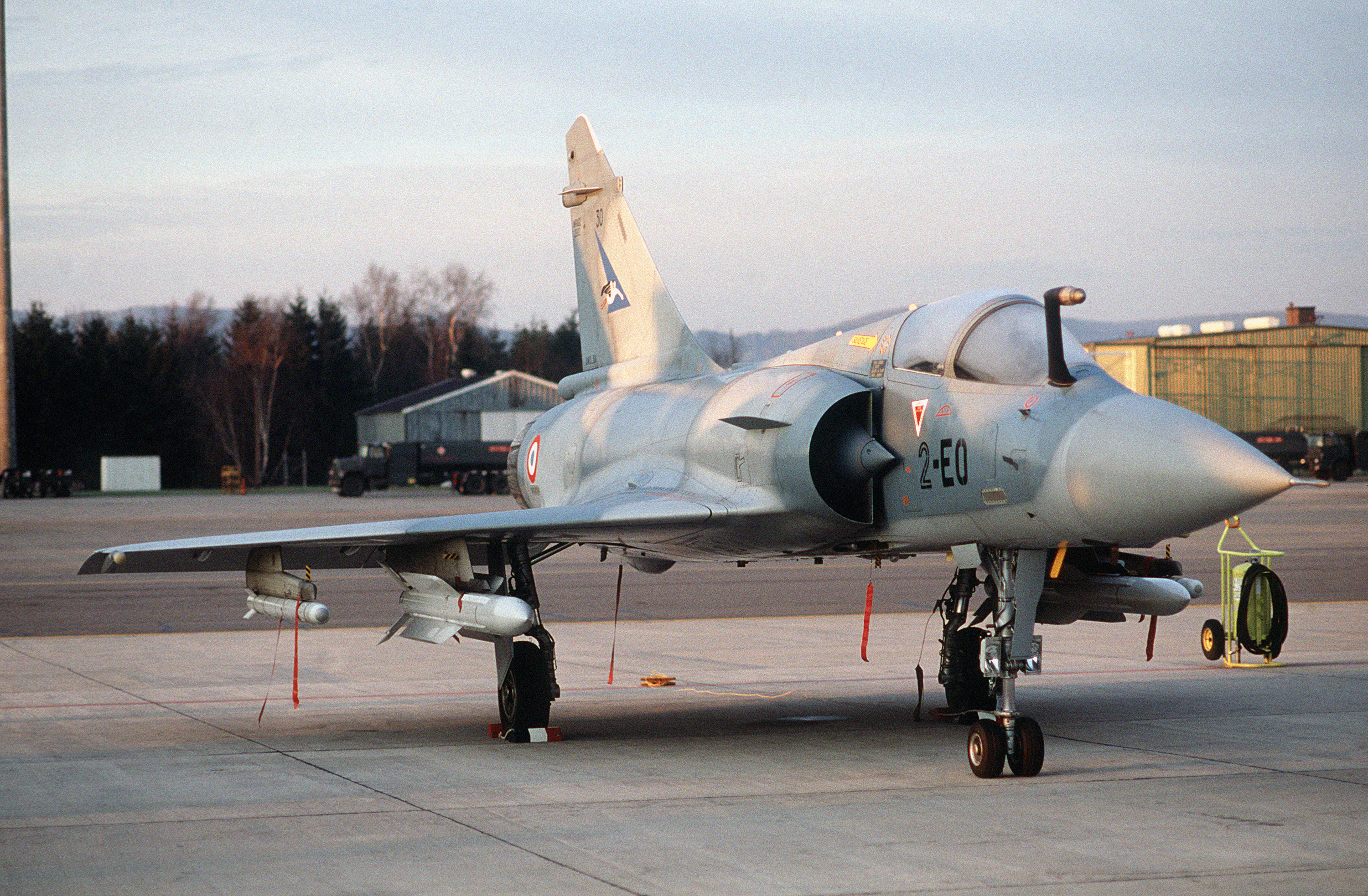
Mirage 2000C du 1/2 Cigognes en 1987

## Escadrons en 2015
- Escadron de chasse 1/2 Cigognes
- Escadron de soutien technique aéronautique 2E.004

## Escadrons historiques

### Cigognes
- Groupe de chasse 1/2 Cigognes (1er novembre 1945 au 1er octobre 1949)
- Escadron de chasse 1/2 Cigognes (01/10/1949 au 09/09/1994)

### Côte d'Or
- Escadron de chasse 2/2 Côte d'Or (01/05/1951 au 01/10/1957) (01/04/1965 au 01/04/1966)
- CMIR 2/102 Côte d'Or (01/04/1966 au 01/11/1968)
- Escadron de chasse et de transformation 2/2 Côte d'Or (01/11/1968 au 01/08/1993)

### Alsace
- Groupe de chasse 2/2 Alsace (08/11/1945 au 01/10/1949)
- Escadron de chasse 2/2 Alsace (01/10/1949 au 01/05/1951)
- Escadron de chasse 3/2 Alsace (01/05/1951 au 09/09/1994)

### Autres
- Groupe de chasse 3/2 Berry (01/11/1945 au 01/04/1946)
- Groupe de chasse 4/2 Ile-de-France (01/11/1945 au 01/03/1946)
- Groupe de chasse 2/18 Saintonge (01/11/1945 au 01/03/1946)
- Escadron de chasse 3/2 Côte d'Or (01/10/1949 au 01/05/1951)
- Escadron de chasse 4/2 Coq gaulois (01/10/1949 au 01/04/1950)

## Bases
- Base aérienne 136 Friedrichshafen (1945-1947 à 1949)
- Hanoï (1946-1947)
- Nha Trang (1946-1947)
- Coblence (1947 à 1949)
- Base aérienne 102 Dijon-Longvic (1949 à 1994)
- Base aérienne 116 Luxeuil-Saint Sauveur (depuis 3 septembre 2015)

## Appareils
- Spitfire Mk.IX (1945 à 1947)
- P-47D Thunderbolt (1948)
- Vampire FB.5 (1948[2] à 1954)
- Dassault MD-450 Ouragan (1953 à 1955)
- North American T-6G (1956 à 1962)
- Dassault Mystère IVA (1956 à 1961)
- Dassault Mirage IIIC (1961 à 1975)
- Dassault Mirage IIIB (1962 à 1986)
- Dassault Mirage IIIE (1968 à 1985)
- Dassault Mirage IIIBE (1971 à 1986)
- Dassault Mirage IIIR (1983 à 1986)
- Dassault Mirage 2000C (1984 à 1994)
- Dassault Mirage 2000B (1984 à 1994)
- Dassault Mirage 2000-5F (à partir de 2015)

## Commandants
- Lieutenant-colonel Sébastien Palaprat (3 septembre 2015 - 1er septembre 2016)[3]
- Lieutenant-colonel Isaac Diakité (1er septembre 2016 - 1er septembre 2017)